# وسام الامتياز الرئاسي
وسام الامتياز الرئاسي هو وسام يُمنح من قبل رئيس جورجيا للأفراد في مجالات الثقافة والتعليم والعلوم والفنون والرياضة وغيرها، وذلك تقديرًا للإنجازات البارزة والخدمة المخلصة لصالح جورجيا.
تم تأسيس هذا الوسام في 31 يوليو 2009 من قبل برلمان جورجيا، ويُمنح مع مكافأة مالية إضافية قدرها 1,000 لاري جورجي.

## الفائزون

### الأفراد الذين تم تكريمهم في عام 2010
في عام 2010، تم منح وسام الامتياز الرئاسي من قبل الرئيس ميخائيل ساكاشفيلي لـ55 فردًا. شمل هؤلاء البطريرك إيليا الثاني من جورجيا، غورام دوخاناشفيلي، إيليكو سوخيشفيلي، إكاتريني مييرينغ-ميكادزي، دافيد دارشيشفيلي، رولاند أخالايه، ماموكا خازارادزه، نينو أنانياشفيلي، ناني بريغفادزه، باتا بورشولادزه، إيولون غاغوشيدزه، فلاديمير غورغينيدزه، نيياز دياساميدزه، إيراكلي إزغوبايا، نيكولو فاشيشفيلي، إكاتريني زغولادزه، راماز نيكولايشفيلي، نينو سوخيشفيلي، إيليا سوخيشفيلي، وجمال تشكواسلي.

### الأفراد الذين تم تكريمهم في عام 2011
في عام 2011، تم منح وسام الامتياز الرئاسي من قبل الرئيس ميخائيل ساكاشفيلي لـ35 فردًا. شمل هؤلاء إيغور كوكوشكوف، جورجي نيزهارادزي، جيلا تشاركفياني، جيمس ريتشارد ديكسون، إريك فورنييه، نينو كاتامادزه، تامار كوفزيريدزي، سيرغي كابانادزه، رافائيل غلوكسمان، كاخا بايندوراشفيلي، جورجي فاشادزه، دافيد ساكفاريلدزي، وفيكتور يوشينكو.

### الأفراد الذين تم تكريمهم في عام 2012
في عام 2012، تم منح وسام الامتياز الرئاسي من قبل الرئيس ميخائيل ساكاشفيلي لـ43 فردًا. شمل هؤلاء زازا كورينتيلي، جورجي أوشيكيشفيلي، دافيد غوغيتشايشفيلي، دونالد ترامب، تمور إيكيباشفيلي، ليفان فارشالوميدزه، وتسزار تشوتشلي.

### الأفراد الذين تم تكريمهم في عام 2013
في عام 2013، تم منح وسام الامتياز الرئاسي من قبل الرئيس ميخائيل ساكاشفيلي والرئيس جورجي مارغفيلاشفيلي لـ154 فردًا. شمل هؤلاء أككي بوبوكيدزه، أورسولا دوروسيفسكا، فيتالي كليتشكو، زال أودوماشفيلي، أككي غوغيتشايشفيلي، جورجي ليبونافا، بافلي كوبلاشفيلي، نيكا تاباتادزه، دافيد كيكاليشفيلي، زوراب تشيابرشفيلي، إلدار شينجيلايا، ناتيا بانديزلادزه، إيرما ناديراشفيلي، زال ساماداشفيلي، نيكا غفاراميا، دافيد كيركيتادزه، بايار شاهين، ألكسندر لوكاشينكو، فيكتور يانوكوفيتش، سيرج ساركسيان، ألمازبك أتامباييف، إسلام كريموف، مهرجان علييف، دونالد توسك، مانانا مانجغالدزه، زوراب دارشيشفيلي، ياكوب زاكاريشفيلي، جورجي توغوشي، شوتا مالاشخيا، جورجي كاربيلاشفيلي، جورجي كاندلاكي، وألكسندر كفيتشفيلي.

### الأفراد الذين تم تكريمهم في عام 2014
في عام 2014، تم منح وسام الامتياز الرئاسي من قبل الرئيس جورجي مارغفيلاشفيلي لـ4 أفراد. شمل هؤلاء لافيرنتي ماناغادزه، الشيخ الإسلام غاجي الله شكور باشا زاده، جمليت خوخاشفيلي، ورومان شاكارشفيلي.

### الأفراد الذين تم تكريمهم في عام 2015
في عام 2015، تم منح وسام الامتياز الرئاسي من قبل الرئيس جورجي مارغفيلاشفيلي لـ5 أفراد. شمل هؤلاء جيفي مارغفيلاشفيلي، نونا غابرينداشفيلي، ميخائيل ياكوبوس لينتس، أفتانديل كفزرلي-كوبادزي، ونودار تسينتسادزي.

### الأفراد الذين تم تكريمهم في عام 2016
في عام 2016، تم منح وسام الامتياز الرئاسي من قبل الرئيس جورجي مارغفيلاشفيلي لعدد من الأفراد، بما في ذلك البروفيسور جيفي غامباشيدزي، بطل المصارعة الأولمبي فلاديمير خينشغاشفيلي ولاشا تلاخادزي، كما تم تكريم دبلوماسيين تقديراً لجهودهم بعد وفاتهم، مثل ريفا أداميا، جورجي بوردولي، ولفان ميليكيدزه.

### الأفراد الذين تم تكريمهم في عام 2017
قالب:تحديث القسم في عام 2017، تم منح وسام الامتياز الرئاسي من قبل الرئيس جورجي مارغفيلاشفيلي لعدد من الأفراد.

### الأفراد الذين تم تكريمهم في عام 2018
في إطار احتفالات الذكرى المئوية لجورجيا، منح الرئيس جورجي مارغفيلاشفيلي وسام الامتياز الرئاسي لـ23 بطل أولمبي تكريماً لإنجازاتهم الرياضية ومساهماتهم في الترويج العالمي لجورجيا. شمل هؤلاء:
- ألكسندر أنبيلوجوف – بطل أولمبي في كرة اليد
- جورجي آسنيدزه - بطل أولمبي في رفع الأثقال
- فاختانغ بلاغيدزي - بطل أولمبي في المصارعة الرومانية اليونانية
- دافيد غوبيجيشفيلي - بطل أولمبي في المصارعة الحرة
- فلاديمير غوغولادزي - بطل أولمبي في الجمباز الرياضي
- زوراب زفيادوري - بطل أولمبي في الجودو
- ليvan تيدياشفيلي - بطل أولمبي مرتين في المصارعة الحرة
- فازا كاشارافا - بطل أولمبي في الكرة الطائرة
- جيلا كيتاشفيلي - بطل أولمبي في كرة القدم
- كاخي كاخياشفيلي – بطل أولمبي ثلاث مرات في رفع الأثقال
- مانوتشار كفيركفيليا - بطل أولمبي في المصارعة الرومانية اليونانية
- كيتيفان لوسابيريدزه - بطل أولمبي في الرماية
- ريفا ميندوراشفيلي - بطل أولمبي في المصارعة الحرة
- رومان روروا - بطل أولمبي في المصارعة الرومانية اليونانية
- نينو سالوكفادزي – بطل أولمبي في رياضات الرماية
- فيكتور سانييف - بطل أولمبي ثلاث مرات في ألعاب القوى
- روبرت شافلاكادزي - بطل أولمبي في ألعاب القوى
- لاشا شافداتويشفيلي - بطل أولمبي في الجودو
- رافائيل شيميشكيان - بطل أولمبي في رفع الأثقال
- إيراكلي تسيركيدزي - بطل أولمبي في الجودو
- ليري خابيلوف – بطل أولمبي في المصارعة الحرة
- شوتا خابارلي - بطل أولمبي في الجودو
- دافيد خاخاليشفيلي - بطل أولمبي في الجودو

### رؤساء الدول الذين تم تكريمهم
تم منح وسام الامتياز الرئاسي لعدة رؤساء دول حاليين وسابقين، منهم:
- فيكتور يوشينكو، الرئيس الثالث لأوكرانيا، منح الوسام في 2011[14]
- دونالد ترامب، الرئيس الخامس والأربعون للولايات المتحدة، منح الوسام في 2012[14][15][16]
- ألكسندر لوكاشينكو، رئيس بيلاروسيا، منح الوسام في 2013[14]
- فيكتور يانوكوفيتش، الرئيس الرابع لأوكرانيا، منح الوسام في 2013[14]
- سيرج سركيسيان، الرئيس الثالث لأرمينيا، منح الوسام في 2013[14]
- ألماظبك أتامبايف، الرئيس الرابع لقيرغيزستان، منح الوسام في 2013[14]
- إسلام كاريموف، الرئيس الأول لأوزبكستان، منح الوسام في 2013[14][17]